# Гюлистан-и Ирам
«Гюлистан-и Ирам» («Райский цветник»; перс. گلستان ارم‎, азерб. Gülüstani-İrəm) — книга азербайджанского учёного и просветителя Аббас-Кули-ага Бакиханова, в которой Бакиханов, считающийся основоположником азербайджанской научной историографии, осветил историю Ширвана и Дагестана с древнейших времён до начала XIX века (до заключения Гюлистанского мирного договора между Россией и Персией в 1813 году). Написана книга в 1841 году на персидском языке и переведена автором в 1844 году под названием «История восточной части Кавказа». Труд Бакиханова был представлен в 1845 году в петербургской Академии наук и удостоен правительственной награды. Впервые опубликована в русском переводе в 1926 году. В 1951 году книга была издана на азербайджанском, а в 1970 году — в персидском оригинале. В 2009 году была переведена и издана на английском языке.
Это самое большое по объёму и наиболее оригинальное по содержанию сочинение Бакиханова. «Гюлистан-и Ирам» отличается от сочинений средневековых восточных историков широтой замысла, богатством фактического материала и непредубеждённым отношением к мусульманским народам. Согласно «Очеркам истории исторической науки в СССР» (1955 год) в «Гюлистан-и Ирам» делается первая попытка дать общий обзор истории Азербайджана с древнейших времён до 1813 года.
Название книги происходит от наименования сада «Гюлистан-Ирям», находившегося на месте возникновения города Губа.

## Содержание
В книге «Гюлистан-и Ирам» Бакиханов обозрел сложный исторический мир восточного Кавказа, описал природные условия, естественные богатства его различных регионов, далёкое историческое прошлое населения, религиозные верования, своеобразие нравов и обычаев его многоязычных народов и племён, памятники из материальной культуры. Бакиханов разделил основные исторические события на пять периодов и в соответствии с этим труд делиться на пять глав.
В первой главе на основании старинных восточных источников, таких как «Тарихи-табари» (Балами), «Тарих-и Гюзида» (Хамдуллах Казвини), «Низами ат-тавари» (Хади Абу Са’ид Абдаллах Бейзави, XIII век), даются сведения о Всемирном потопе и Нухе, его детях, Яджудже и Маджудже, скифах, массагетах, хазарах, правлении сасанидских царей и других событиях.
Вторая глава посвящена таким событиям как арабское завоевание, правление Халифата, восстание Бабека. Сведения о восстании Бабека даны поверхностно.
Третья глава посвящена периоду правления хулагидов и тимуридов, а также даёт сведения о ширваншахах. В этой главе имеются данные о государствах Ак-Коюнлу и Кара-Коюнлу, а также о деятельности известного персидского учёного Насир ад-Дина Мухаммада Туси.
Четвёртая глава посвящена правлению Сефевидов и взошедшему на престол после упадка государства Сефевидов Надир-шаха. В этой главе описываются походы Османской и Российской империй на Кавказ, а также даются ценные сведения о произошедшей близ Тебриза знаменитой Чалдыранской битве.
Пятая, последняя глава охватывает 60 лет со времени смерти Надир-шаха и до заключения Гюлистанского договора. В этой главе описывается история ханств (Карабагского, Ганджинского, Талышинского, Шекинского, Ширванского, Бакинского, Кубинского, Дербендского), борьба между ними и их политика, поход Ага Мохаммед Шаха Каджара, а также переход ханств в подчинение Российской империи.
Заканчивается «Гюлистан-и Ирам» кратким приложением «об уроженцах Ширвана и соседних с ними провинций, отличившихся учёностью и другими достоинствами».
Хотя приёмы исторического исследования Бакиханова нередко наивны, анализ источников слаб, данные, почерпнутые из священного писания и народных сказаний, некритичны, но сообщаемые им сведения о древностях Ширвана и Дагестана, о памятниках материальной культуры в том виде, в каком он их лично видел, его заметки по истории отдельных ханств с фактической точки зрения ценны и служат до сих пор значимым источником.

## История создания
Для написания своего труда Аббас-Кули-ага Бакиханов использовал огромное количество материалов и сведений о Ширване и Дагестане, которые он почерпнул из сочинений римских (Аммиан Марцеллин), греческих (Геродот), византийских, армянских, грузинских, арабских, персидских и турецких средневековых авторов, а также из трудов современных ему авторов, в том числе европейских и русских авторов. Бакиханов широко использовал и литературные памятники, памятники материальной культуры, топонимии, нумизматики и эпиграфики.

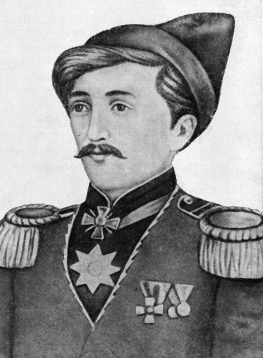
Автор труда Аббас-Кули-ага Бакиханов

Сочинение «Гюлистан-и Ирам» на персидском языке было закончено Аббас-кули Бакихановым в 1841 году. В 1844 году с помощью Василия Кузьмина, служившего, как и Бакиханов, переводчиком при канцелярии Главноуправляющего Грузией, он перевёл «Гюлистан-и Ирам» на русский язык. Предполагается, что Бакиханов к этому времени имел достаточные познания в русском языке и самостоятельно изложил свои изыскания, а Василий Кузьмин помогал ему шлифовать переведённый текст. Кроме Кузьмина большую помощь при подготовке русского текста «Гюлистан-и Ирам» (тогда «История восточной части Кавказа») оказал Бакиханову сосланный из Польши на Кавказ писатель Тадеуш Лада Заблоцкий. Так, в своём письме от 10 (22) июня 1843 года Р. Подберескому Заболоцкий писал: «Сижу уже несколько месяцев над русским переводом истории восточной части Закавказского края, составленной полковником Аббас-Кули Ханом Бакинским. Работу эту я выполняю в служебном порядке, под наблюдением самого автора, так что славу и пользу будет иметь только лишь автор Аббас-Кули. Моё имя, даже как переводчика, не будет известным». Вероятно, это тот список, являющийся автографом самого Бакиханова, который хранится в Грузинском национальном центре рукописей и имеет 340 страниц.
Первоначально русский текст сочинения именовался «Историей Дагестана», о чём свидетельствует Фридрих Боденштедт, который в 1844 году писал: «Учёный хан приехал в Тифлис только на несколько недель, чтобы организовать русский перевод „Истории Дагестана“, написанный им на персидском языке». Далее Боденштедт пишет, что сочинение это «вышло в печати три года тому назад (1846) и даёт непроверенный, но богатый материал для ознакомления со странами Прикаспия».
В 1844 году русский текст сочинения был представлен командиру Кавказского корпуса генералу Нейгарду, который отправил его в Санкт-Петербург военному министру России Александору Чернышёву. В рапорте от 25 августа 1844 года на имя министра генерал писал: «Аббас-Кули-ага Бакиханов написал Историю восточной части Кавказа от древнейших времён до Гюлистанского мира, заключённого 12 октября 1813 года». Министр представил рукопись Николаю I и 8 марта 1845 года было объявлено, что император повелел «автору дать подарок в 800 рублей серебром, а сочинение его рассмотреть в Академии наук». 17 марта 1845 году в Тифлис были отправлены бриллиантовый перстень и 800 рублей для вручения Бакиханову.

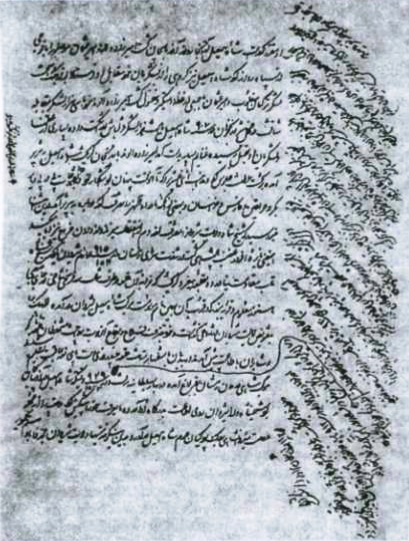
Страница из рукописи «Гюлистан-и Ирам» из библиотеки Бакиханова

8 марта 1845 года рукопись сочинения Бакиханова была отправлена военным министром Чернышёвым министру народного просвещения Сергей Уварову, который переслал её в Академию наук для рассмотрения и вынесения заключения «о достоинстве этого сочинения». 21 марта 1845 года вице-президент Академии наук Долгоруков предложил специалистам «рассмотреть сию рукопись».
В протоколе заседания историко-филологического отделения Академии наук от 16 мая 1845 года в частности говорится:
Академики М. Ф. Броссе и Б. Дорн сделали очень интересное сообщение об Истории восточной части Кавказа, написанной полковником Аббас-Кули-ага Бакихановым из Баку… Она содержит очень важные сведения о различных географических местностях и дает научный обзор истории Ширвана и Дагестана, начиная от самых древних времен до наших дней, так что его книга может служить ценным дополнением к истории и географии стран Кавказа; она заслуживает, несомненно, внимания и одобрения.

## Издания
Когда был поставлен вопрос об издании, тот же Чернышёв послал 4 июля 1845 году рукопись Бакиханова вместе с отзывом Академии наук и просил Михаила Воронцова сообщить «считает ли он полезным напечатание „Истории“ Бакиханова в политическом отношении и если печатание будет разрешено, то какая именно сумма необходима в пособии на это полковнику Аббас-Кули-ага Бакиханову». 26 декабря 1845 года Чернышёв пришёл к заключению:
Я со своей стороны полагал бы «Историю» Бакиханова не печатать на казенный счет. Представить ему печатать «на свой собственный счёт»
.
Лишённый возможности издать свой труд полностью, так как денег для этого Бакиханов не имел, он стал публиковать в периодической печати отрывки из своего произведения. Так, в марте 1846 года перед своей поездкой в Мекку Бакиханов предложил указанную статью газете «Кавказ» в виде отдельной статьи. Таким образом, часть сочинения Бакиханова под названием «О походах Шах-Надира в Дагестан. Из истории восточной части Кавказа. Сочинение Кудси Аббас-кули Бакинского» была напечатана в газете «Кавказ» в конце апреля и начале мая 1846 года и в том же 1846 году перепечатана в Сборнике газеты «Кавказ». Эта же глава под названием «О походах Надир-шаха в Дагестан» была опубликована в начале июня 1846 года в петербургской газете «Русский инвалид» за подписью Кудси. Позднее в «Кавказе» появилась ещё одна выдержка из сочинения Бакиханова «Происхождение племён, населяющих нынешние закавказские провинции. Из записок полковника Аббас-Кули Бакиханова». Кроме этих публикаций есть недостоверные сведения о наличии изданного русского перевода исторического труда Бакиханова. Так, в каталоге Тифлисской публичной библиотеки под годом 1844 помечено: «История восточной части Кавказа. Составленная на персидском языке и переведённая на русский полковником Аббас-Кули Бакихановым».
Востоковед Василий Бартольд пишет:
Первоначальную рукопись русского перевода я видел в 1908 г. в Тифлисе в библиотеке Кавказского музея. Рукопись носит название «История восточной части Кавказа, составленная полковником Аббас-Кули Бакихановым»; после слова «составленная» красными чернилами другой рукой прибавлено на персидском языке и переведенная на русский». Красными чернилами изменена дата посвящения монаpxу (вместо «26 февраля 1844 года» написано «9 мая» сделаны поправки в слоге перевода.
Бартольд приводит также сведения о русском переводе «Гюлистан-и Ирам» А. Золотунина, сделанном в 1875 году в Дагестане, который в 1879 году был прислан в редакцию газеты «Каспий» и позднее найден среди книг бывшего её редактора Алимардан-бека Топчибашева.
В 1895 году в трёх номерах газеты «Кавказ» была помещена статья «Из истории Бакинского ханства», извлечённая из последней главы «Гюлистан-и Ирам» неизвестным автором, вероятно, азербайджанским публицистом Джейхун-беком Гаджибейли. В примечании газета писала, что сочинение было поднесено «почившему императору Николаю Павловичу, и Бакиханову всемилостивейше был пожалован за него бриллиантовый перстень стоимостью в 800 руб.» В 1898 году публицист Ахмед-бек Агаев сделал ещё одно извлечение из персидского списка Рукописной хроники Аббас-Кули-ага Бакиханова, которую он называл история Кавказа в связи с историей Персии, и поместил это извлечение в той же газете под заглавием Бакинское ханство.
В 1925 году на заседании Азиатского общества Джейхун Гаджибейли сделал сообщение о найденном в Париже русском переводе «Гюлистан-и Ирам». В статье, опубликованной в журнале «Азиатик», Джейхун Гаджибейли пишет:
По счастливой случайности я обнаружил русский вариант Гюлистан-и Ирам у одного кавказского эмигранта в Париже. Этот труд был также известен под названием «Дербенд-наме». С русского варианта была снята копия на машинке и переплетена. Она состоит из 320 страниц небольшого формата. Этот русский перевод имеет заглавие «История Ширвана и Дагестана».
Отдельной книгой «История восточной части Кавказа» не издавалась ни под этим названием, ни под заголовками «Дербенд-наме» или «История Ширвана и Дагестана». В 1923 году в Баку Азербайджанским государственным издательством была выпущена «История Азербайджана» на азербайджанском языке, в которую целиком безо всяких исправлений был включён переведённый с русского оригинала материал «Гюлистан-и Ирам» (до присоединения территории Азербайджана к России).
В 1926 году в Баку Обществом обследования и изучения Азербайджана (выпуск 4) впервые был издан русский текст труда Бакиханова «Гюлистан-и Ирам», в основу которого было положено два русских сочинения: список Общества обследования и изучения Азербайджана (158 листов или 375 страниц), в котором отсутствует заключительная часть (глава о писателях Ширвана), и список библиотеки Госплана ЗСФСР (277 листов или 553 страницы). При издании были также использованы четыре списка «Гюлистан-и Ирам» на персидском языке: список Мир-Али Аскера, сына Мир-Абдаллаха Кубинского (переписан в 1882 году), второй список этого же переписчика (переписан в 1884 года), список Али Аббаса Музниба и список
Азербайджанского литературного общества.
В 1951 году был издан азербайджанский перевод «Гюлистан-и Ирам», сделанный с русского текста 1844 года. В 1970 году также в Баку был опубликован персидский оригинал труда по пяти рукописям, старейшая из которых относится к 1844 году.
В 1991 году под редакцией Зия Буниятова в Баку был издан русский перевод «Гюлистан-и Ирам» по автографу Бакиханова, хранящемуся в Институте рукописей АН Грузии. В 2001 году «Гюлистан-и Ирам» был издан в Баку на азербайджанском языке.
В 2009 году рукопись была переведена В. М. Флором и Х. Джавади на английский язык и издана под заглавием «The Heavenly Rose-Garden: A History of Shirvan and Daghestan» (с англ. — «Небесный розарий: история Ширвана и Дагестана»).
Историки Вилл Флор и Хасан Джавади, называя подготовленный Зия Буниятовым перевод «Гюлистан-и Ирам» неполным и ущербным, в частности, отмечают что такой перевод фальсифицирует историю:

Он не только не перевёл ни одно из имеющихся в тексте стихотворений, но даже не упоминает об этом; подобным же образом он оставляет непереведёнными некоторые другие фрагменты текста, не указывая ни самого этого факта, ни причины. Это особенно тревожно, поскольку он замалчивает, например, упоминание территорий, населённых армянами, тем самым не только фальсифицируя историю, но и не уважая высказывание Бакиханова о том, что историк должен работать без предубеждений: религиозных, этнических, политических и прочих.
Оригинальный текст (англ.)This certainly is the case with Zia Bunyatov, who has made an incomplete and defective Russian translation of Bakikhanov's text. Not only has he not translated any of the poems in the text, but he does not even mention that he has not done so, while he does not translate certain other prose parts of the text without indicating this and why. This is in particular disturbing because he suppresses, for example, the mention of territory inhabited by Armenians, thus not only falsifying history, but also not respecting Bakikhanov's dictum that a historian should write without prejudice, whether religious, ethnic, political or otherwise.